# مؤسسه پاپی شرقی
مؤسسه پاپی شرقی (انگلیسی: Pontifical Oriental Institute) همچنین به عنوان اورینتال Orientale شناخته می‌شود، یک مؤسسه آموزش عالی کلیسای کاتولیک واقع در رم با تمرکز بر مسیحیت شرقی است.